# Тюленево
Тюле́нево (рос. Тюленево) — село у складі Шадрінського району Курганської області, Росія. Адміністративний центр Тюленевської сільської ради.
Населення — 147 осіб (2010, 233 у 2002).
Національний склад станом на 2002 рік: росіяни — 93 %.